# كلب بوينتر

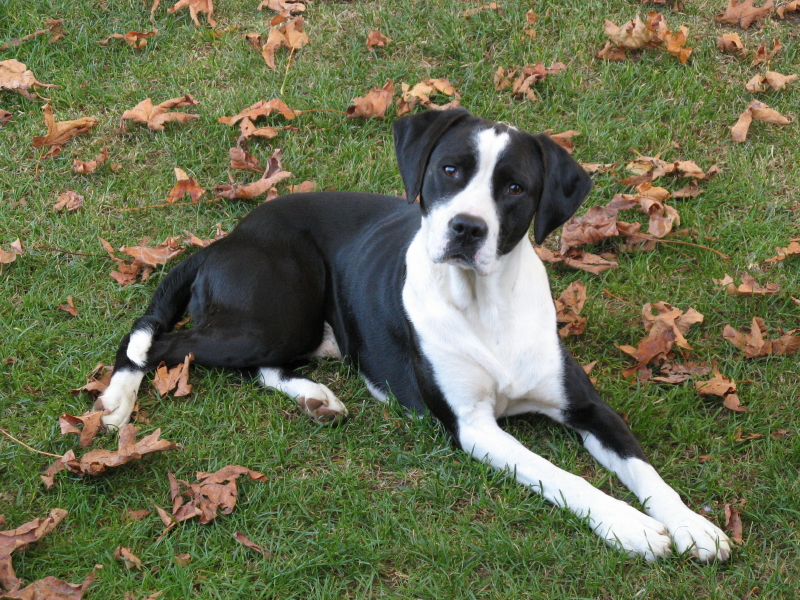
كلب مؤشر كندي.

البوينتر أو البوينتر الإنجليزي أو المُؤشِّر (بالإنجليزية: English pointer)‏ هو كلب يُستخدم في صيد التدْرُج، والطيور الأخرى. يُطلق عليه لقب «المؤشر» (بالإنجليزية: Pointer)‏ لأنه يتوقف عندما يشم رائحة طائر ويتجه ناحيته. يُصنّفُ علماء الحيوان هذا الكلب ضمن كلاب القنص، وكلاب الحقل من أمثال الساطر والسبانيل والدراك التي يكون شعرها طويلاً عادة. يمتاز كلب المؤشر بفرو من الشعر القصير الناعم. ويتراوح ارتفاعه عند الكتف بين 60 و70 سم. أما وزنه فيتراوح بين 20 و35 كغ. ولون فروه أبيض به بقع من اللون الأصفر الليموني والبنّي الداكن الحمرة، والأسود، أو البرتقالي. والمؤشر سريع العدو، وحاسة الشم عنده حادة وله شهرة في ميادين الصيد وحراسة الحقول.